# Allan Lockheed
Allan Haines Lockheed (né Allan Haines Loughead le 20 janvier 1889 et mort le 26 mai 1969) est un ingénieur aviation et un homme d'affaires américain. Il a formé la Alco Hydro-Aeroplane Company avec son frère, Malcolm Loughead, qui devient Lockheed.
Loughead a légalement changé son nom en Allan Lockheed, l'orthographe phonétique de son nom de famille pour éviter toute confusion orthographique, en 1934. Il a ensuite créé deux autres entreprises de fabrication d'avions dans les années 1930. Toutes deux n'ont pas connu le succès. Après la Seconde Guerre mondiale, il a poursuivi sa carrière en tant que vendeur de biens immobiliers tout en servant occasionnellement de consultant en aviation. Allan Lockheed a gardé une relation informelle avec la Lockheed Aircraft Corporation jusqu'à sa mort en 1969 à Tucson .

## Jeunesse
Allan Loughead naît à Niles (Californie), en 1889, fils cadet de Flora et de John Loughead. Il avait un demi-frère Victor, une sœur Hope, et un frère Malcolm Loughead.
Flora Haines Loughead est une romancière et une journaliste connue. Après s'être séparée de son mari, Flora a emmené les enfants à Santa Barbara , où les frères ont fait des expériences avec des cerfs-volants. Plus tard, Flora les a emmenés dans un ranch fruitier près d'Alma (Californie), où les frères se sont intéressés aux expériences de vol à voile du professeur John J. Montgomery. Les frères Loughead n'ont fréquenté que l'école élémentaire, mais ils avaient un penchant pour la mécanique dès leur plus jeune âge.
Victor Loughead, qui s'intéressait aux automobiles et aux avions, s'installe à Chicago, où il s'est associé à James E. Plew, un concessionnaire automobile. C'est là qu'en 1909, Victor écrit un livre, Vehicles of the Air, qui devient un traité populaire sur la conception des avions et l'histoire de l'aviation. En 1904, Malcolm devient mécanicien pour la White Steam Car Company à San Francisco.
Allan Loughead se rend à San Francisco en 1906 où il devient mécanicien pour 6 dollars par semaine ($Modèle:Formatprice en dollars 2020). En 1909, il conduit des voitures de course.

## Premières expériences avec l'aviation
À Chicago, Victor Loughead a convaincu Plew d'acquérir les droits sur l'un des planeurs de Montgomery et d'acheter un biplan Curtiss pusher. Plew engage Allan Loughead pour convertir le planeur de Montgomery en un avion motorisé. Quand Allan est parti pour Chicago, il a déclaré : "Je m'attends à voir le moment où l'aviation sera le moyen de transport le plus sûr à 40 ou 50 miles par heure, et le moins cher, et je n'aurai pas de longues moustaches blanches quand cela arrivera. L'avion prendra le dessus sur les déplacements terrestres et maritimes. Le vol n'a pas de barrières."
Allan et Malcolm Loughead ont installé un moteur à 2 cylindres de 12 ch sur le planeur Montgomery avec Victor comme ingénieur,. Le premier vol d'Allan Loughead a eu lieu à Chicago en 1910 lorsqu'il est monté à bord d'un avion de fabrication artisanale et a actionné ses ailerons pendant que son constructeur, George Gates, actionnait le gouvernail et les élévateurs.
Lorsque deux des pilotes formés par Plew n'ont pas réussi à faire décoller le Curtiss, Allan a dit : "J'ai une pièce d'or de 20 dollars qui dit que je vais le faire voler, et j'offre des chances de trois contre un ! Des preneurs ?" Comme il n'y en avait pas, il fait décoller l'avion à son deuxième essai. Plus tard, il dira de ce vol : "C'était en partie du culot, en partie de la confiance et en partie de la folie. Mais maintenant, j'étais un aviateur !" Le pousseur Curtis était propulsé par un moteur de 30 H.P.
Lorsque Plew se retire de l'aviation après le naufrage de deux de ses avions et la mort d'un élève, Loughead devient instructeur de vol pour l'International Aeroplane Manufacturing Company de Chicago et organise des expositions aériennes pour lesquelles il perçoit 25 % des recettes. Il dira plus tard : "J'étais vraiment riche la première semaine. J'ai gagné quelque chose comme 850 $." Malheureusement, lors d'une exposition à Hoopeston , son avion trempé par la pluie n'a pas réussi à monter suffisamment et s'est empêtré dans des fils téléphoniques. À ce moment-là, il décide de construire un meilleur avion afin de pouvoir collecter toutes les recettes d'entrée.

## Alco Hydro-Aeroplane Company
Loughead est retourné à San Francisco en 1912 et travaille comme mécanicien automobile. Là, lui et son frère Malcolm ont passé leur temps libre à construire un hydravion à trois places pour opérer depuis la baie de San Francisco. Ils manquaient constamment d'argent jusqu'à ce qu'ils convainquent Max Mamlock de la compagnie Alco Cab d'investir 4 000 dollars dans l'avion. Finalement, après 18 mois, leur modèle G fut baptisé l'ALCO NO. 1 en 1913, et Allan Loughead réussit un vol à son bord depuis les eaux de l'entrée du Golden Gate dans la baie de San Francisco.
Ce premier vol a eu lieu le 15 juin 1913. Le vol a atteint une altitude de 300 pieds et une vitesse de 60 miles par heure. Allan est ensuite revenu pour emmener Malcolm faire un tour. Le modèle G effectue trois vols ce jour-là.
Allan Lockheed a rappelé en 1942 que le modèle G avait été construit principalement avec des outils manuels et a qualifié l'avion de "l'un des premiers hydravions tracteurs à trois places réussis aux États-Unis".
Bien que le modèle G, le premier avion à porter le nom de Loughead (Allan Lockheed), soit très en avance sur son temps, peu de gens auraient payé 10 $ pour voler à son bord. Mamlock a rapidement perdu son enthousiasme pour l'aviation et s'est emparé de l'avion. Il a dit aux frères Loughead que s'ils voulaient le récupérer, ils devraient lui rembourser ses 4 000 $. Par conséquent, dans l'espoir de faire fortune, les frères Loughead ont passé deux années infructueuses à prospecter le pays de l'or en Californie.
Avec l'aide financière du pionnier de l'Alaska Paul Meyer, Allan et Malcolm Loughead ont racheté le modèle G en 1915 et ont ouvert une concession aérienne à la Panama-Pacific International Exposition de San Francisco. En cinq mois, ils ont emmené 600 passagers payants dans les airs et ont gagné 4 000 dollars. Henry Ford fut l'une des personnes qui refusa de faire un tour, déclarant : "Je ne prendrais même pas un vol rectiligne à quatre pieds au-dessus de la baie dans l'avion de qui que ce soit, pour tout l'argent de la Californie".
Au début de 1916, les frères Loughead ont déménagé l'opération à Santa Barbara, où ils ont été submergés par les gens qui voulaient faire leur premier vol. En outre, ils ont fait des vols charter vers les îles au large, et les sociétés de cinéma locales ont utilisé l'avion pour prendre des séquences aériennes.

## Loughead Aircraft Manufacturing Company
En 1916, les frères ont fondé la Loughead Aircraft Manufacturing Company à Santa Barbara pour construire un Loughead F-1 bimoteur de 10 places pour leur entreprise de tourisme aérien. Ils commencèrent la construction dans un garage loué, ce qui attira l'attention de Jack Northrop, âgé de 20 ans. Northrop était doué pour le dessin et les mathématiques, et les Lougheads l'employèrent pour concevoir le F-1.
Lorsque les États-Unis sont entrés dans la Première Guerre mondiale en 1917, Allan Loughead s'est rendu à Washington pour obtenir un contrat de la Navy pour construire le F-1 en quantité. La Navy a informé Loughead qu'elle n'achèterait que des conceptions préalablement approuvées. Plus tard, Loughead déclara à propos de cette visite : "En bas, j'ai perdu tout le patriotisme que j'ai jamais eu." Il revint cependant avec un contrat pour construire deux hydravions Curtiss et un accord pour que la Navy teste le F-1.
Lorsque le F-1 fut achevé, Allan Loughead et un équipage de trois personnes le pilotèrent de Santa Barbara à San Diego en avril 1918, établissant un record de 181 minutes pour le vol de 211 miles. Une fois que la Navy termine ses tests, le F-1 est renvoyé à Loughead Aircraft et a ensuite été converti en avion terrestre F-lA. Loughead espérait intéresser l'Army à cet appareil en tant que bombardier à long rayon d'action ou avion de transport. La guerre s'est terminée avant que sa conversion ne soit achevée.
Les Lougheads ont tenté de démontrer le potentiel à long terme du F-lA en effectuant le premier vol de Santa Barbara à Washington, D.C. Leur équipage comprenait le pilote Orvar Meyerhoffer, le copilote Aaron R. Ferneau et le mécanicien Leo G. Flint. Ils quittent Santa Barbara le 23 novembre. En route, ils rencontrent du mauvais temps, qui s'éclaircit lorsqu'ils traversent le fleuve Colorado à Yuma, en Arizona. Près de Tacna, en Arizona, un moteur tombe en panne et Meyerhoffer fait un atterrissage difficile. Flint travaille sur le moteur tandis que Meyerhoffer et Ferneau prennent un train pour Yuma afin de faire réparer le patin de queue cassé. Le trio a dégagé une piste de fortune, décollé et atterri à Gila Bend, en Arizona, pour prendre du carburant. Lors de la deuxième tentative de décollage, le moteur s'arrête et l'avion s'écrase sur le sol, le nez en avant. Cela mit fin au vol transcontinental du F-lA.
Lorsque Loughead Aircraft termine ses deux hydravions HS-2L pour la Navy au début de 1919, elle a ensuite reconverti l'avion terrestre F-lA endommagé en hydravion F-1 pour ses opérations de vol de tourisme. Parmi leurs passagers les plus notables figuraient le Roi Albert et Elisabeth de Bavière (1876-1965) de Belgique, que les Lougheads ont fait voler à la demande du gouvernement américain. Albert et Elisabeth furent si impressionnés par leur vol vers l'île de Santa Cruz qu'ils remirent à Allan et Malcolm l'Ordre belge de la Couronne d'or,. Les studios de cinéma locaux payaient 50 $ de l'heure pour le temps de vol dans le F-1 et 50 $ de l'heure lorsqu'ils étaient en attente.
En 1919, Loughead Aircraft entre sur le marché des petits avions avec le S-1 Sport Biplane monoplace. Destiné à être "l'avion du pauvre", il était doté d'un fuselage innovant en contreplaqué moulé monocoque pour lequel les Lougheads, Northrop et Tony Stadlman ont obtenu un brevet. Ses ailes pliables permettaient de le ranger dans un garage, et les ailes inférieures pouvaient être tournées pour servir d'ailerons et d'aérofreins. Comme aucun moteur adapté n'était disponible, la société a conçu et construit un moteur de 25 chevaux refroidi à l'eau pour le S-1.
Le S-1 est testé avec succès à Redwood City , en 1919 par Gilbert Budwig et a bien volé. Après que le S-1 ait terminé les vols d'essai, le pilote a déclaré que c'était l'avion le plus apte à voler qu'il ait jamais piloté. L'avion effectue des centaines de vols et s'est avéré être une conception réussie.
Lors d'un salon aéronautique à San Francisco, des milliers de personnes admirent le S-1, mais personne ne commande l'avion de 2 500 dollars. Allan Loughead s'est rendu compte que la vente par le gouvernement d'avions de surplus de guerre pour aussi peu que 300 $ avait tué le marché des nouveaux avions. En conséquence, Loughead Aircraft a fermé en 1920 et ses actifs ont été liquidés en 1921.
Malcolm Loughead a créé la Allan Lockheed Hydraulic Brake Company en 1919 pour promouvoir un système révolutionnaire de frein hydraulique à quatre roues qu'il avait inventé. Fatigué de voir son nom mal prononcé "Log-head", Malcolm a changé l'orthographe pour correspondre à sa prononciation. Walter Chrysler a introduit le système de freinage Lockheed sur la première voiture Chrysler en 1924. Malcolm a vendu son entreprise à Bendix Corporation en 1932.

## Affaires immobilières
De 1920 à 1922, Allan Loughead est le directeur commercial de Los Angeles pour les freins Allan Lockheed,.
Au cours de l'été 1922, Allan Loughead a exploité une concession de manège à Santa Catalina Island (Californie). Appelé "The Thrill of Avalon", il consistait en une carrosserie de voiture de tourisme montée sur deux flotteurs d'hydravion et alimentée par un moteur d'avion entraînant une hélice de poussée. L'écumoire s'est avérée trop rude et trop bruyante pour être populaire et n'a duré qu'un an. Plus tard, lorsqu'on lui demanda s'il avait fait des bénéfices sur cette entreprise, Loughead répondit en riant : " Non, nous avons fait faillite, ce qui n'était pas une expérience nouvelle ! ",.
En 1922, Allan Loughead devient vendeur de biens immobiliers dans la région d'Hollywood. Il écrit en 1942 que le commerce de l'immobilier n'était "pas  [sic] intéressant, mais d'un point de vue financier [il était] très fructueux.".
Chaque fois que cela était possible, Loughead et Jack Northrop se rencontraient et discutaient d'idées sur de nouveaux avions. Northrop était alors ingénieur à la Douglas Aircraft Company.
En 1926, Allan Loughead et Jack Northrop ont décidé de construire un monoplan à grande vitesse pouvant accueillir quatre passagers et un pilote dans un fuselage profilé utilisant leur construction monocoque brevetée. Northrop a créé des dessins de l'avion chez lui. L'avion devait être propulsé par le nouveau moteur Wright Whirlwind. Le seul désaccord portait sur l'aile. Northrop voulait utiliser une conception cantilever autoportante qui éliminait les montants de l'aile. Loughead pensait que le public ne voudrait pas voler dans un avion sans supports d'aile visibles. Finalement, Northrop a gagné.

## Allan Lockheed Aircraft Corporation
Loughead et Northrop entreprennent de créer une société d'aviation. L'ami comptable de Loughead, Kenneth Jay, les a présentés à Fred S. Keeler, un fabricant de briques et de céramiques prospère. Après avoir examiné leur proposition, il a accepté de les aider à financer le projet. En conséquence, en utilisant 22 500 $ de Keeler et 2 500 $ de Loughead, les quatre ont formé la Allan Lockheed Aircraft Corporation en décembre 1926, avec Keeler comme président, Loughead comme vice-président et directeur général, Northrop comme ingénieur en chef et Stadlman comme surintendant d'usine. Ils ont utilisé l'orthographe "Lockheed" pour s'associer à la société de freins à succès de Malcolm.
La société a établi ses opérations dans un garage à Hollywood en janvier 1927. Alors que Loughead poursuivait ses affaires immobilières, il arrivait tous les après-midi pour aider sur l'avion. La première grande tâche est de construire un moule en béton, en forme de baignoire allongée, pour mouler la moitié du fuselage en bois stratifié. Deux moitiés ont été fabriquées, puis fixées à une ossature de bois pour former le fuselage. Viennent ensuite la construction de l'aile en porte-à-faux recouverte de contreplaqué, les surfaces de queue, le train d'atterrissage et le montage du moteur. Une fois terminé, la société avait investi près de 17 500 dollars dans l'avion, qui fut nommé le Vega. Le résultat est un monoplan à grande vitesse réussi avec une autonomie de 1 000 miles, une vitesse de croisière de 185 miles par heure et une capacité de six personnes,.
Le moment de la création du Vega est propice. En 1927, le vol de New York à Paris de Charles Lindbergh relance l'intérêt pour l'aviation. Peu après, James D. Dole, président de la Dole Food Company, offre un prix de 25 000 $ (372 000 $ in 2020) à la première personne à voler de l'Amérique du Nord à Hawaï après le 12 août 1927. En conséquence, George Hearst, éditeur du The San Francisco Examiner, achète un Vega pour 12 500 $ et l'inscrit à la course aérienne Oakland-Hawaii 1927 sous le nom de Golden Eagle. Plus tard, Loughead déclare : "Le prix de vente représentait une perte, mais nous étions heureux de l'absorber. Le prestige de la vente du Vega à Hearst était énorme." Hearst commande également un hydravion Vega pour un vol vers l'Australie.
Tout le personnel d'Allan Lockheed est présent lorsque le premier Vega est transporté par camion dans un champ de foin près de Inglewood . Le pilote d'essai Eddie Bellande l'emmene pour son premier vol. À l'atterrissage, il crie : « Boys, she's a dandy, a real joy to fly ! ».

### Course de Dole
L'aviateur de la Première Guerre mondiale Jack Frost est choisi pour piloter le Golden Eagle avec Gordon Scott comme navigateur. L'avion était doté de nombreux dispositifs de sécurité et équipé pour 30 jours de survie en mer. À midi, le 16 août, le drapeau du départ est tombé sur l'aéroport inachevé d'Oakland et l'"Oklahoma" de Travel Air 5000 a décollé en premier. Quelques minutes plus tard, l'avion privé El Encanto quitte la piste d'atterrissage. Puis le Breese-Wilde Model 5 Pabco Pacific Flyer n'a pas réussi à décoller. A 12h30, le Golden Eagle a décollé et s'est dirigé vers Honolulu en passant au-dessus du Golden Gate. Il est suivi par le Buhl Airsedan "Miss Doran", le Breese "Aloha", le Travel Air "Woolaroc", et le Swallow Airplane Company "Dallas Spirit". Le "Miss Doran", l'"Oklahoma" et le "Dallas Spirit" reviennent rapidement avec des difficultés. Seul le Miss Doran a pu reprendre son envol, et à 14 heures, Loughead savait que le Allan Lockheed Vega était l'avion le plus rapide de la course.
Aucun des avions ne portait d'émetteur radio - tout ce que Loughead pouvait faire était d'attendre des nouvelles d'Hawaï. Les avions étaient censés arriver vers 13 heures le lendemain. Le lendemain matin, Jim Dole et le comité de course se sont réunis sur Wheeler Field à Honolulu. Le Travel Air Woolaroc atterrit après 26 heures et 16 minutes de vol, et Art Goebel et William V. Davis en sortent pour réclamer le premier prix de 25 000 dollars. Deux heures plus tard, le Breese Aloha a atterri, et Martin Jensen et Paul Schluter ont remporté le deuxième prix de 10 000 $. Il est devenu évident que le "Golden Eagle" et le "Miss Doran" se trouvaient dans le Pacifique. Malgré de nombreuses recherches aériennes et maritimes, aucune trace des deux avions n'est retrouvée.

### Exploration de l'Arctique
La morosité s'abat sur l'usine Allan Lockheed, même si un démonstrateur d'usine Vega est en cours. [Le capitaine Hubert Wilkins, explorateur de l'Arctique, avait vu le Golden Eagle depuis la fenêtre de son hôtel de San Francisco lors d'un vol d'essai. Il était si impressionné qu'il s'est rendu à l'aéroport d'Oakland pour en savoir plus. Puis il se rendit à Hollywood, rencontra Loughead, Northrop et d'autres personnes et étudia les dessins. Il passe une commande pour le troisième Vega équipé pour l'exploration de l'Arctique. Après des essais en vol en janvier 1928, par Eddie Bellande, il dit : "C'est un pippin !".
Wilkins choisit le pilote arctique Carl Ben Eielson pour piloter le Vega lors d'un vol prévu de Barrow (Alaska), la colonie la plus septentrionale de l'Alaska, au-dessus de la région arctique jusqu'à l'île de Spitzberg près de Norvège. Après qu'Eielson ait testé l'avion, celui-ci est expédié à Fairbanks. Eielson et Wilkins l'ont ensuite piloté jusqu'à Barrow. De là, après avoir attendu trois semaines de beau temps, ils décollèrent d'une piste de glace rudimentaire et se dirigèrent vers l'île de Spitzberg.
Pendant les premiers 500 milles (804,672 km), le temps était clair. Puis des nuages denses ont forcé de fréquents changements de cap. Ils ont touché terre à Terre de Grant dans le nord du Canada. Puis, alors qu'ils contournent la pointe nord du Groenland, ils rencontrent de nouveau du mauvais temps. À moins de 200 milles (321,8688 km) de leur objectif, ils ont rencontré un blizzard déchaîné. Le carburant était dangereusement bas, mais Eielson a filé à travers un trou dans les nuages et a atterri en toute sécurité sur un terrain couvert de neige.
Incapables de voir quoi que ce soit dans le blizzard, les hommes se sont recroquevillés dans la cabine. Le blizzard a soufflé pendant quatre jours. Le cinquième jour, le temps s'est éclairci et ils ont passé six heures à dégager une piste de fortune dans la neige. Lorsqu'ils ont pris l'air, ils ont vu les mâts radio de Grønfjorden, Spitzberg, devant eux. En moins de 30 minutes, ils y ont atterri après avoir passé 20,5 heures en vol et cinq jours au sol en vue de leur objectif.
Le vol de Wilkin à travers l'Arctique est salué comme l'un des plus grands de l'aviation. Wilkins est anobli par le roi George V, tandis que Eielson reçoit la Distinguished Flying Cross et le Trophée Harmon du président Herbert Hoover. Avant son retour aux États-Unis, Wilkins commence à planifier une expédition en Antarctique et a commandé un hydravion Allan Lockheed Explorer à aile basse. Il change bientôt sa commande pour un hydravion Vega à aile haute. Après son arrivée en Antarctique en décembre 1928, Eielson et lui utilisèrent le Vega pour effectuer les premiers vols de l'histoire au-dessus du continent et pour explorer par les airs une grande partie de son territoire inexploré. Le Vega est ainsi devenu le premier avion à découvrir de nouvelles terres, et Wilkins a donné à plusieurs de ses caractéristiques le nom de ses amis et bailleurs de fonds. Il a nommé les montagnes Allan Lockheed d'après le constructeur de son avion.

### Déménagement à Burbank
Les expéditions de Wilkins dans l'Arctique et l'Antarctique ont apporté à Allan Lockheed Aircraft un flot de commandes, ce qui a nécessité un déménagement dans de nouvelles installations à Burbank , en mars 1928. Allan Lockheed reçoit une commande de 20 Vegas d'une valeur de 250 000 $ ($Modèle:Prix du format en 2020), la plus grosse commande d'avions commerciaux à ce jour. Les compagnies aériennes naissantes de la nation ont rapidement reconnu le potentiel du Vega comme avion de poste et de passagers. Northrop a également conçu l'aile en parasol Air Express pour Western Airlines comme avion de poste et de passagers. Le Vega, l'Explorer et l'Air Express, et les variantes qui en sont numéros, ont été utilisés par les plus grands noms de l'aviation, Art Goebel, Bob Cantwell, Frank Hawks, Amelia Earhart, Wiley Post, Roscoe Turner, James H. Doolittle, et d'autres, pour établir un certain nombre de records de distance, de vitesse et d'endurance. Cela a conduit Allan Loughead à inventer la célèbre phrase " Il faut un Allan Lockheed pour battre un Allan Lockheed ".
En 1928, les ventes de l'entreprise dépassent le million de dollars.
Le Allan Lockheed Vega est resté le principal produit de la Allan Lockheed Corporation. Le Vega est un monoplan à aile haute, en porte-à-faux, fabriqué à l'aide de la construction de la peau du fuselage en contreplaqué profilé en deux parties moulées sous pression, développée à Santa Barbara. L'avion était fabriqué dans des variantes à quatre et six passagers. En avril 1929, l'entreprise produisait cinq avions par semaine avec moins de 300 employés. Le prix de vente au détail de ces avions était en moyenne d'environ 17 000 $ chacun.

### Acquisition par la Detroit Aircraft Corporation
Au milieu de l'année 1928, Jack Northrop quitte Lockheed Aircraft pour créer sa propre entreprise. Gerald Vultee (qui fondera plus tard Vultee Aircraft) devient l'ingénieur en chef d'Allan Lockheed. Le départ de Northrop s'explique en partie par le fait que la direction d'Allan Lockheed refusait d'investir dans le développement de nouveaux avions en métal et choisissait de maximiser les revenus de ses conceptions en bois éprouvées: de fait, le moule utilisé pour le Vega est aussi utilisé aussi pour produire les Air Express, Explorer, Sirius, Orion et Altair.
Pendant ce temps, la Detroit Aircraft Corporation, une société de portefeuille avec des actifs de 28 millions de dollars, commence à acquérir un portefeuille de sociétés d'aviation. En juillet 1929, Fred E. Keeler, un investisseur qui possédait 51 pour cent de Lockheed, décide de vendre les actifs de la société à Detroit Aircraft Company. L'acquisition s'est faite par un échange d'actions.
Mécontent de cette situation, Allan Loughead démissionne de son poste de président et directeur général le 3 juin 1929, et vend plus tard ses actions de Detroit Aircraft pour 23 dollars l'action. Avec le krach boursier d'octobre 1929, l'action de Detroit Aircraft est tombée à 12,5 cents par action et en 1932, Allan Lockheed Aircraft était en faillite.

### Mise sous séquestre
Un groupe d'investisseurs dirigé par les frères Robert E. Gross (homme d'affaires) et Courtlandt S. Gross, et comprenant Walter Varney a racheté la société Allan Lockheed hors de la mise sous séquestre en 1932 pour 40 000 $,. Parmi le public de la salle de vente se trouvait Allan Lockheed qui avait essayé de rassembler suffisamment d'argent pour racheter la société qu'il avait créée.
Milieu des années 1950, Allan Lockheed est revenu en tant que consultant mais n'a pas eu de rôle formel de gestion dans sa société éponyme,. La Lockheed Aircraft Company devient par la suite une importante société d'aérospatiale et de défense, et a fusionné en 1995 avec Martin Marietta pour former Lockheed Martin,.

## Carrière ultérieure
En 1930, Loughead a formé la Allan Lockheed Brothers Aircraft Corporation à Glendale, et développe l'Olympia Duo-four expérimental, un monoplan à aile haute de cinq places avec deux moteurs montés côte à côte dans le nez du fuselage monocoque en bois. Il avait une aile et un pantalon de roue recouverts de contreplaqué. Le fuselage était recouvert d'un revêtement en contreplaqué moulé sous pression en deux parties. Il effectua de nombreux vols dans cet avion en démontrant ses performances extrêmement sûres sur un seul moteur. Cette quatrième entreprise d'avion commercial de Loughead dura jusqu'en 1934.
En 1934, Loughead, fatigué des nombreuses mauvaises prononciations de son nom, le changea légalement de Loughead en Allan Lockheed.
Allan Lockheed a passé la période de 1935 à 1936 en tant que consultant.
En 1937, Allan Lockheed a formé l'Alcor Aircraft Corporation à San Francisco et développe l'Alcor C-6-1, un avion à aile basse de 8 places qui avait également d'excellentes performances en monomoteur. Malheureusement, le prototype C-6-1 est perdu au-dessus de la baie de San Francisco. Lors d'un vol d'essai en 1938, le prototype Alcor est devenu incontrôlable. Un pilote et un passager ont sauté, "laissant l'avion descendre en cercles lents jusqu'à ce qu'il touche les eaux du Golden Gate et coule, comme le relate l'histoire de Lockheed de 1957, "Of Men and Stars". La société Alcor fait faillite en 1939.
Je suppose qu'Alcor est l'épuisement final pour papa, a déclaré son fils, Allan Jr. "Il obtient juste assez d'argent de l'assurance pour payer les créanciers et fermer les portes."
Par la suite, Allan Lockheed continue à faire des études de conception d'avions, tels que des chasseurs et des bombardiers, destinés à la guerre.
En 1941, Allan Lockheed devient vice-président de la Berkey & Gay Furniture Company à Grand Rapids , où il occupe les fonctions de directeur général de la division aviation et de directeur de l'ingénierie aéronautique.
En août 1941, United States Secretary of Commerce Jesse H. Jones nomme Allan Lockheed au Cargo Plane Committee, qui comprend également Andre Preister, William Bushnell Stout, Luther Harris et J.W. Crowley. Le comité était chargé d'élaborer des recommandations de conception de base pour un avion cargo destiné à la division Aviation de la Defense Supplies Corporation. Le travail du comité est achevé et accepté en janvier 1942.
En octobre 1942, Allan Lockheed devient le directeur général de la division aviation de la Grand Rapids Store Equipment Company. fabriquant des pièces pour les chasseurs de la Navy.
Après la guerre, Allan Lockheed poursuit sa carrière en tant que vendeur de biens immobiliers en Californie, tout en servant occasionnellement de consultant en aviation.
Au milieu des années 1950, Lockheed Aircraft Corporation a demandé à Allan Lockheed de revenir en tant que consultant, principalement pour aider sur l'histoire "Of Men and Stars" en cours de préparation par le rédacteur des relations publiques de Lockheed, Phil Juergens." Le fils de Lockheed, John Lockheed, a déclaré que "papa était ravi de revenir chez Lockheed". Allan Lockheed, Jr, a déclaré : "C'est un énorme coup de pouce pour son moral de pouvoir réintégrer la société."
En 1961, Allan Lockheed déménagea à Tucson , où il vécut une semi-retraite. Il continua à être consultant pour la Lockheed Aircraft Corporation. Un jour, lorsque quelqu'un demanda à Lockheed ce qu'il avait fait aux débuts de l'aviation, il répondit : "J'ai survécu !".

## Décès
Allan Lockheed est mort d'un cancer du foie à Tucson le 28 mai 1969, à l'âge de 80 ans,.

## Héritage
Allan Lockheed est intronisé au National Aviation Hall of Fame à Dayton, en 1986. Sa fille, Beth, était présente, et son fils John a accepté le prix au nom de Lockheed.